# شيلبي سينغلتون
شيلبي سينغلتون (بالإنجليزية: Shelby Singleton)‏ هو ملحن ومنتج أسطوانات أمريكي، ولد في 16 ديسمبر 1931 في واسكوم في الولايات المتحدة، وتوفي في 7 أكتوبر 2009 في ناشفيل في الولايات المتحدة.

## وصلات خارجية
- شيلبي سينغلتون على موقع IMDb (الإنجليزية)
- شيلبي سينغلتون على موقع ميوزك برينز (الإنجليزية)
- شيلبي سينغلتون على موقع ديسكوغز (الإنجليزية)